# Ленский, Борис Владимирович
Борис Владимирович Ленский (23 октября 1929, Белая Калитва, Ростовская область — 27 ноября 2021, Москва) — советский и российский книговед и редактор, организатор библиографии и книжного дела в РСФСР, доктор филологических наук (2001), профессор (1991), Заслуженный работник культуры РСФСР (1980). Кавалер ордена Дружбы (1 декабря 2015 года)

## Биография
Родился 23 октября 1929 года в Белой Калитве. Вскоре после рождения переехал в Москву и после окончания средней школы в 1947 году поступил в Московский нефтяной институт имени И. М. Губкина, который окончил в 1952 году. Позднее поступил во Всесоюзную академию внешней торговли. С 1963 до 1985 года работал во Внешторгиздате. В 1978 году защитил кандидатскую диссертацию «Экспортная печатная реклама как вид издания».
В 1986 году поступил на работу в ВКП—РКП, где стал первым заместителем директора по научной работе и работал в данной должности до 1996 года. В 1996 году был избран генеральным директором данного ведомства и проработал вплоть до 2004 года, после чего ушёл на пенсию. В 2001 году защитил докторскую диссертацию «Основные факторы становления и развития книгоиздательской системы современной России: книговедческие аспекты».
Скончался 27 ноября 2021 года в Москве.

## Научные работы
Основные научные работы посвящены концептуальным положениям издательской системы как категории современного книговедения. Автор свыше 200 научных работ.
- Изучал принципы и особенности государственной библиографии и книгоиздания.

## Редакторская деятельность
- 1993 — Главный редактор сборника Книга. Исследования и материалы.
- Редактор журналов Библиотековедение, Витрина читающей России, Научная книга, Школьная библиотека, а также сборника Издательское дело и редактирование: теория, методика, практика.

## Членство в обществах
- Президент Ассоциации книжной палаты РФ и стран СНГ
- Член Академии российской словесности
- Член МАИ